# Mont Kobushi
Le mont Kobushi (甲武信ヶ岳, Kobushi-ga-dake) est une montagne du Japon qui s'étend sur les préfectures de Nagano, Saitama et Yamanashi. Il appartient au parc national de Chichibu Tamakai, dans les monts Okuchichibu, et est classé parmi les 100 montagnes célèbres du Japon.

## Toponymie
Le nom du mont Kobushi (甲武信ヶ岳, Kobushi-ga-dake), qui s'écrit aussi « 甲武信岳 (Kobushi-dake) », est l'acronyme de trois anciennes provinces du Japon : les provinces de Kai (甲斐), de Musashi (武蔵) et de Shinano (信濃).

## Géographie

### Situation
Le mont Kobushi est une montagne du Japon située sur l'île de Honshū, au point de rencontre des frontières des trois préfectures de Nagano, Saitama et Yamanashi, et des trois municipalités de Kawakami (préfecture de Nagano), Chichibu (préfecture de Saitama) et Yamanashi (préfecture de Yamanashi). Environ 94 km au nord-ouest de l'agglomération de Tokyo, ce sommet des monts Okuchichibu appartient au parc national de Chichibu Tamakai, une zone naturelle protégée par le gouvernement japonais,.

### Hydographie
Dans le Sud-Ouest de Chichibu, le fleuve Ara (173 km) prend sa source sur les hauteurs du versant nord-est du mont Kobushi,,. La source du fleuve Shinano, le plus long cours d'eau du Japon, se trouve sur le versant nord-ouest de la montagne, dans le Sud-Est de Kawakami,. Dans le Nord de Yamanashi, sur le versant sud du mont Kobushi, s'étendent les premiers hectomètres du cours supérieur de la rivière Fuefuki, un affluent de rive gauche du fleuve Fuji,,.

### Panorama

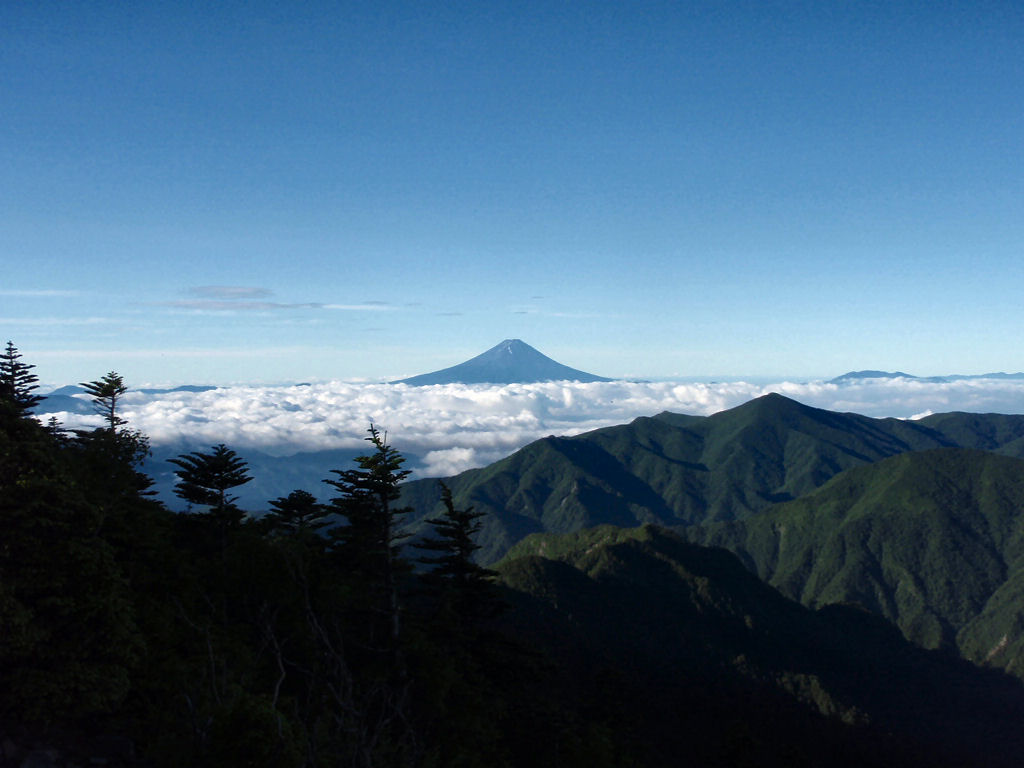
Vue du mont Fuji, depuis le sommet du mont Kobushi.

Le sommet du mont Kobushi offre une vue panoramique sur plusieurs autres montagnes classées, comme lui, parmi les 100 montagnes célèbres du Japon : les monts Kinpu, Mizugaki, Kumotori et le mont Fuji, visible au loin (environ 61 km, dans la direction sud).